# لی ویلیانگ
لی ویلیانگ (انگلیسی: Li Weiliang؛ زادهٔ ۲ سپتامبر ۱۹۸۰) بازیکن بیسبال اهل چین بود. در بازی‌های المپیک تابستانی ۲۰۰۸ شرکت کرده‌است.